# When You Close Your Eyes
When You Close Your Eyes è un singolo del gruppo musicale statunitense Night Ranger, il terzo estratto dal loro secondo album Midnight Madness nel 1984.

## Tracce
1. When You Close Your Eyes – 4:02
2. Why Love Does Have to Change – 3:47

## Formazione
- Jack Blades – voce, basso
- Jeff Watson – chitarra
- Brad Gillis –  chitarra
- Alan Fitzgerald – tastiere
- Kelly Keagy – batteria, voce

## Classifiche
| Classifica (1984)             | Posizione massima |
| ----------------------------- | ----------------- |
| Stati Uniti                   | 14                |
| Stati Uniti (mainstream rock) | 14                |